# Милица Нешић
Милица Нешић (Краљево, 20. март 1862 — ?) била је српска добротворка.

## Биографија
Родила се у Краљеву у истакнутој трговачкој породици, отац јој је био Хаџи Риста Наумовић, а мајка Дивна Наумовић У првом браку била је удата за Младена Стојићевића, који је био трговац гвожђем и гросиста у Београду, а у другом за доктора Милутина Нешића. 

## Хуманитарна делатност
Била је врло вредна и дарежљива, често је помагала сиромашним девојкама при школовању и удаји, такође прилагала је црквама и манастирима. Давно пре своје смрти велики део свог имања је наменила за подизање цркве Светог Ђорђа код Возарева моста у Београду, крају где није било ни једне цркве. Осталу своју уштеђевину завештала је разним хуманитарним и културним установама као што су Фонд Светог Ђорђа, Дом убогих старица, Друштво Свети Сава и другима.
Друштву Свети Сава је завештала 100.000 динара и тиме је основала фонд под именом Задужбина Младена и Милице Стојићевић. Сав приход из овог фонда требао је да се употреби за издавање важних расправа из области индустрије и трговине у српским земљама и да се издања ове задужбине дају бесплатно културним установама у земљи, као дар Друштва Светог Саве.